# Lourdes Alberto
Lourdes Alberto was een Curaçaos politica. Zij was van 24 maart 2017 tot 29 mei 2017 minister van Financiën in het interim-kabinet Pisas.
De benoeming van Lourdes Alberto vond plaats op voordracht van Eduard Braam, een onafhankelijk lid van de Staten van Curaçao en lid van het Blok van 12, dat onder leiding van MFK-voorman Gerrit Schotte de meerderheid in de Staten van Curaçao vormde. Tijdens de formatie van het Kabinet-Koeiman brak Braam met de PAR omdat hij geen minister mocht worden.
Lourdes Alberto, een zelfstandig financieel consultant, trad aan als partijloze minister. Zij had de studie bedrijfskunde en accountancy aan de Universiteit van de Nederlandse Antillen voltooid en was daarna 15 jaar werkzaam geweest bij PricewaterhouseCoopers te Willemstad. Na haar aftreden werd zij opgevolgd door Kenneth Gijsbertha.